# Cantón de Colombes-Noroeste
El cantón de Colombes-Noroeste era una división administrativa francesa, que estaba situada en el departamento de Altos del Sena y la región de Isla de Francia.

## Composición
El cantón estaba formado por una fracción de la comuna que le daba su nombre:
- Colombes (fracción)

## Supresión del cantón de Colombes-Noroeste
En aplicación del Decreto n.º 2014-256 de 26 de febrero de 2014, el cantón de Colombes-Noreste fue suprimido el 22 de marzo de 2015 y la fracción de la comuna que le da su nombre, se unió con las demás para que, por medio de una reestructuración cantonal, fueran creados los nuevos cantones de Colombes-1 y Colombes-2